# Kyrkdal
Kyrkdal (tidigare endast Dal eller Dahl) är en bebyggesle i Kramfors kommun och kyrkbyn i Dals socken. 
Kyrkdal består av rad bebyggelser i en dal vid gamla riksväg 90, mitt emellan Kramfors och Sollefteå. Namnet kommer från det postkontor som en gång fanns där. De småbyar som omfattas är Daglös, Flögsätter, Galagök, Hållsätter, Hällsjö, Kärr, Kärrsrå, Lidbäcken, Mo, Mosjön, Norum, Pannsjön, Tjärr, Ållsta och Ärsta. I Kyrkdal finns också Dals kyrka. Efter att klassats som småort från 1990 så avregistrerades den 2020 då kraven inte längre uppfylldes.

## Samhället
I Kyrkdal finns spår av före detta affärer och dylikt såsom Hambergs affär (kallades vanligen Hambersboa) integrerat i ett hus efter gamla riksväg 90. Lite längre norrut längs vägen så finns även Kyrkdal Antik & Loppis som brukar vara öppet på somrarna. Det står också ett privat sågverk bredvid den södra vägen till Dals kyrka. Norrut ligger Clarres Bilverkstad inom Ållsta.

## Befolkningsutveckling
| Befolkningsutvecklingen i Kyrkedal 1990–2015 | Befolkningsutvecklingen i Kyrkedal 1990–2015 | Befolkningsutvecklingen i Kyrkedal 1990–2015 | Befolkningsutvecklingen i Kyrkedal 1990–2015 | Befolkningsutvecklingen i Kyrkedal 1990–2015 |
| -------------------------------------------- | -------------------------------------------- | -------------------------------------------- | -------------------------------------------- | -------------------------------------------- |
|                                              |                                              |                                              |                                              |                                              |
| År                                           |                                              |                                              | Folkmängd                                    | Areal (ha)                                   |
| 1990                                         | 1990                                         |                                              | 69                                           | 19#                                          |
| 1995                                         | 1995                                         |                                              | 71                                           | 13#                                          |
| 2000                                         | 2000                                         |                                              | 70                                           | 19#                                          |
| 2005                                         | 2005                                         |                                              | 60                                           | 20#                                          |
| 2010                                         | 2010                                         |                                              | 61                                           | 20#                                          |
| 2015                                         | 2015                                         |                                              | 59                                           | 30#                                          |
| Anm.: # Som småort.                          |                                              |                                              |                                              |                                              |